# Jean-Pierre Jabouille
Jean-Pierre Jabouille (n. 1 octombrie 1942, Paris, Île-de-France, Franța – d. 2 februarie 2023, La Celle-Saint-Cloud, Île-de-France, Franța) a fost un pilot francez de Formula 1. A participat la 56 de Mari Premii, debutând în 1974. Cele două victorii și două locuri pe podium i-au adus 21 de puncte în campionat. De asemenea a reușit și șase pole positions.
El a fost pionierul motoarelor turbo împreună cu Renault, acolo unde l-a avut coechipier, începând cu anul 1979, pe René Arnoux. Aventura sa de pilot de Mare Premiu avea să se termine însă la sfârșitul anului 1980 când a suferit un accident grav în timpul Marelui Premiu al Canadei în urma căruia a suferit leziuni grave ale picioarelor. Locul său la Renault a fost luat de Alain Prost.